# Dil·li Vòcula
Dil·li Vòcula (en llatí Dillius Vocula) va ser un militar romà del segle i.
Era legat a la Legió XVIII a Germània al temps de la revolta dels bataus l'any 69. Es va oposar amb molta fermesa a un motí contra el general Hordeoni Flac, i com a resultat va ser proclamat comandant en cap pels soldats, al lloc d'Hordeoni.
No es va atrevir a atacar Juli Civilis, i va establir el seu campament a Gelduba i una mica després va sufocar un altre motí que havia esclatat en la seva absència mentre feia una incursió contra el poble dels gugerns. Després va fer la guerra amb cert èxit però va descuidar assegurar els seus avantatges, ja que com altres comandants segurament era partidari de Vespasià i no volia destruir a Civilis i deixar que les legions de Germània poguessin anar lliurement en suport de Vitel·li, al que d'altra banda els soldats rasos afavorien, i segurament per aquesta raó s'amotinaven amb freqüència.
Quan en un motí Hordeoni Flac va morir, Vòcula es va salvar fugint disfressat com un esclau. Després es va reunir amb tres legions amb les que va agafar el control de Magontiacum.
En la revolta dels trevirs dirigits per Juli Clàssic i Juli Tutor, va ser abandonat per les seves forces a Novesium i va morir a mans d'un desertor de nom Emili Longí, enviat amb aquest propòsit per Clàssic. El soldats de Vòcula que anaven a Trèveris, es van trobar pel camí amb Longí i el van matar.